# Beaver (veliero)
Il Beaver fu un veliero costruito nel 1791 a Nantucket nel Massachusetts che divenne noto per essere la prima nave baleniera a doppiare il Capo Horn.

## Storia
Nel 1791 il Beaver venne costruito e varato a Nantucket da Ichabod Thomas sulle rive del North River. Fu la prima baleniera americana a doppiare Capo Horn e a navigare nelle acque del Pacifico. Questo pionieristico viaggio di caccia alle balene durò diciassette mesi con un equipaggio di diciassette uomini e al comando vi fu il capitano Worth. Le prime baleniere americane probabilmente gettarono l'ancora a New Island nelle Isole Falkland intorno al 1774. La maggior parte iniziò i suoi viaggi da New Bedford, New York, Nantucket e altri porti di caccia alle balene del New England. La vicina isola Beaver prende il nome dalla nave baleniera Beaver.